# Selekční tlak
Selekční tlak znamená v evoluční biologii vliv zvýhodňující v populaci určité jedince podle specifického klíče. Selekční tlak je základní podmínkou existence přirozeného i umělého výběru. Pozitivní selekční tlak znamená vliv, který vede ke zvýhodňování určitých jedinců, zatímco negativní znamená vliv, který určitým jedincům snižuje šanci na úspěšnou reprodukci.
V rovnicích populační genetiky určuje intenzitu selekčního tlaku selekční koeficient {\displaystyle s=1-w_{i}} kde {\displaystyle w_{i}} znamená reprodukční schopnost jedince s určitou vlastností. Pokud je tedy selekční koeficient např. 0,8, znamená to, že 80 procentům uvažované populace je selekcí znemožněna reprodukce.
Selekční tlak může působit na jednotlivce (mikroevoluce) i skupiny (makroevoluce). Selekční tlak může působit na jediný znak, ale také na mnoho znaků zároveň. Selekční tlak může působit na určité geny nebo projevování určitých genů, ale může upřednostňovat i například určité chování předávané z rodiče na potomka (ovlivňovat vertikální nebo horizontální memetický přenos). Pokud mají například genetické mutace v populaci určitý trend, hovoříme o evolučním tahu.